# Вантенак-Кабардес
Вантена́к-Кабарде́с (фр. Ventenac-Cabardès) — коммуна во Франции, находится в регионе Лангедок — Руссильон. Департамент коммуны — Од. Входит в состав кантона Альзон. Округ коммуны — Каркасон.
Код INSEE коммуны — 11404.

## Население
Население коммуны на 2008 год составляло 861 человек.
| 1962 | 1968 | 1975 | 1982 | 1990 | 1999 | 2008 |
| ---- | ---- | ---- | ---- | ---- | ---- | ---- |
| 406  | 421  | 392  | 562  | 652  | 758  | 861  |

## Экономика
В 2007 году среди 581 человека в трудоспособном возрасте (15—64 лет) 443 были экономически активными, 138 — неактивными (показатель активности — 76,2 %, в 1999 году было 73,6 %). Из 443 активных работали 402 человека (223 мужчины и 179 женщин), безработных было 41 (13 мужчин и 28 женщин). Среди 138 неактивных 58 человек были учениками или студентами, 35 — пенсионерами, 45 были неактивными по другим причинам.